# Алиев, Нариман Мовсум оглы
Нариман Мовсум оглы Алиев (азерб. Nəriman Əliyev; 5 мая 1930, Баку — 28 апреля 1998, Баку) — азербайджанский ханенде, педагог, солист Азербайджанской государственной филармонии, заслуженный учитель Азербайджанской Республики (1992).

## Биография
Нариман Алиев родился 5 мая 1930 года в бакинском посёлке Бузовна. В 1942 году он окончил 7-й класс школы № 206. Работал вместе с отцом в колхозе, затем был отправлен в профессиональное училище № 29, где освоил профессии писца и автомобильного механика. В 1948 году завершил профессиональное училище, а в 1951—1954 годах служил в армии. В 1956 году поступил в Бакинское музыкальное училище имени Асафа Зейналлы на класс мугамного пения. В 1960 году окончил училище и был принят солистом в Союз эстрадников Азербайджана, а затем в Азербайджанскую государственную филармонию. В 1964 году работал преподавателем мугама в вечернем отделении музыкальной школы № 12. С 1 сентября 1965 года по 1 января 1997 года преподавал на отделении мугамного пения в Бакинском музыкальном училище имени Асафа Зейналлы, был старшим преподавателем этого отделения.
Нариман Алиев был женат. Он дал своим дочерям имена, связанные с мугамом — Махур, Дилькеш, Дильруба.
Скончался 28 апреля 1998 года в Баку и был похоронен в посёлке Бузовна.

## Исполнительская и педагогическая деятельность
Нариман Алиев с юных лет проявлял интерес к мугаму, народным песням и их правильному исполнению. В 1955 году, познакомившись с Сеидом Шушинским, по его совету поступил в Бакинский музыкальный техникум имени Асафа Зейналлы, где слушал его лекции. В 1956 году он поступил в класс ханенде Сеида Шушинского в эту же школу. Среди его сокурсников были такие исполнители, как Алибаба Мамедов, Зейнаб Ханларова, Гулу Аскеров, Расмия Садыхова, Ислам Рзаев, Сабир Мирзаев, Шахмали Курдоглу, Сулейман Абдуллаев и другие.
Изучив мугам у Сеида Шушинского, Нариман Алиев стал выдающимся знатоком мугама и преподавателем. Он был наставником таких известных исполнителей, как Агахан Абдуллаев, Зюмруд Мамедова, Джанали Акперов, Сакина Исмаилова, Гарахан Бейбудов, Вахид Абдуллаев, Сабир Абдуллаев, Мамедбагир Багирзаде, Гюльянаг Мамедова, Гюльяз Мамедова, Тейюб Асланов, Сахиба Ахмедова и других. Его ученики становились лауреатами республиканских и международных конкурсов. Он также был членом жюри на различных конкурсах мугама.
Нариман Алиев работал в Союзе эстрадных исполнителей Азербайджана и в Филармонии. В 2005 году о нем был снят документальный фильм, созданный Нариманом Шихалиевым. Записи его исполнения хранятся в Золотом фонде Азербайджанского радио.

## Награды
20 октября 1992 года ему было присвоено почетное звание «Заслуженный учитель Азербайджанской Республики».